# Коронавірусна хвороба 2019 на Азорських островах
Епідемія коронавірусної хвороби 2019 на Азорських островах — це поширення пандемії коронавірусної хвороби 2019 на територію Азорських островів, що мають статус автономного регіону Португалії. Перший випадок хвороби на островах зареєстрований 15 березня 2020 року.

## Передумови
Подібно до того, що проводилося в автономному регіоні Мадейра, регіональний уряд Азорських островів підготував кілька заходів на випадок непередбачених обставин до підтвердження перших випадків хвороби. Влада запровадила обов'язковий карантин після прибуття в регіон, оголосила на островах стан надзвичайної ситуації (схожу на надзвичайний стан, що переводить усі засоби цивільного захисту в готовність), звернулася до уряду Португалії з проханням призупинити всі авіарейси на архіпелаг, і запровадила надзвичайні заходи соціального захисту для працюючих та їх сімей.
Вже після появи перших випадків хвороби місцева влада закрила служби державного управління, та перевела своїх працівників на режим дистанційної роботи, обмежила очну допомогу від соцзахисту, призупинила прийом у стоматологів, також були закриті школи відповідно до загальнонаціональних вказівок, запроваджено захищені соціальні заходи, зокрема забезпечення шкільного харчування для отримувачів цієї підтримки. Повітряне та морське сполучення між островами було обмежено, а також гарантовано заходи економічної підтримки.

## Хронологія

### Березень 2020 року
13 березня влада островів оголосила надзвичайну ситуацію, спричинену пандемією COVID-19.
15 березня регіональні органи охорони здоров'я підтвердили перший випадок хвороби на Азорських островах у 29-річного жителя острова Терсейра, який нещодавно повернувся з Амстердама в Нідерландах і Фелгейраша в материковій Португалії.
18 березня було підтверджено другий випадок хвороби на островах у 49-річної жінки з острова Сан-Жорже. Президент Португалії, за згодою Державної ради та уряду Республіки та з дозволу Асамблеї Португальської Республіки, запровадив надзвичайний стан по всій країні через складну ситуацію, спричинена пандемією нового коронавірусу. Надзвичайний стан передбачав комплекс заходів від закриття другорядних закладів до обмеження пересування людей, коли в цьому немає нагальної необхідності.
19 березня підтверджено ще один випадок хвороби в 24-річної жінки з острова Фаял, яка заразилася під час подорожі Європою.
21 березня влада островів повідомила про четвертий випадок хвороби в 60-річної жінки з острова Сан-Жорже, яка приїхала з групової поїздки за кордон.
22 березня підтверджено ще 7 випадків. 5 на острові Сан-Жорже (3 чоловіки віком від 43 до 52 років і 2 жінки віком 45 і 68 років, які нещодавно повернулися з групової поїздки за кордон), один на Терсейрі (40-річний чоловік) і інший на Сан-Мігелі (24-річний молодий чоловік, який мав контакт із позитивним випадком на материковій частині Португалії).
23 березня повідомлено про новий випадок на острові Сан-Мігель у 23-річна молодої жінки, яка нещодавно перебувала в Нідерландах.
24 березня на островах підтверджено 5 нових випадків хвороби, 2 на острові Терсейра (жінки 20 і 37 років, інфіковані внаслідок тісних контактів на островах), 2 на острові Сан-Мігель (чоловік і жінка 31 і 22 років відповідно, повернулися з круїзу до Дубая, того ж, що й випадки на Сан-Жорже) і один на Піку (53-річний чоловік, який прибув із Канади та контактував із підтвердженим хворим).
25 березня виявлено ще 5 випадків хвороби. 2 випадки виявлено на острові Терсейра (чоловіки віком 25 і 29 років, перший контактував із інфікованими людьми на острові, а другий, імовірно, в подорожі до Дубая на круїзі), 2 на Фаялі (жінка та чоловік віком 67 і 38 років відповідно, нещодавно повернулися з міста Порту), і один на Сан-Мігель (30-річна жінка, також була у вищезгаданому круїзі).
26 березня підтверджено два нових випадки зараження, дві жінки віком 24 і 51 рік, обидві з острова Піку та пов'язані з іншим випадком, виявленим на тому ж острові. У той же день запроваджено обов'язковий карантин у готелі після прибуття на архіпелаг.
27 березня зареєстровано ще один випадок хвороби в 39-річного чоловіка із острова Сан-Мігель.
28 березня повідомляно ще про 2 випадки хвороби. Один з них зареєстрований у 37-річної жінки з острова Сан-Мігель, яка нещодавно повернулася з подорожі за межі регіону. Інший випадок зареєстрований у 35-річної жінки з острова Терсейра, не пов'язаною з попередніми випадками. Цього дня обласний секретаріат охорони здоров'я попередило про неточності у звітах Генерального управління охорони здоров'я щодо даних з островів.
29 березня кількість випадків хвороби зросла на 15, загалом на Азорських островах було 42 випадки. 6 із цих нових випадків на острові Сан-Мігель (2 чоловіки віком 38 і 47 років; 4 жінки віком від 19 до 80 років), 2 на Терсейрі (чоловік і жінка віком 50 і 47 років відповідно), 5 на Піку (2 чоловіки 42 та 71 рік, 2 жінки 39 та 64 роки та дівчинка 3 роки) та 2 на Фаялі (чоловік та жінка 43 та 42 роки відповідно). Цього дня також було встановлено санітарний кордон у муніципалітеті Повуасан відповідно до рекомендацій регіонального управління охорони здоров'я, оскільки за короткий проміжок часу в муніципалітеті було зареєстровано кілька випадків хвороби.
30 березня на островах було зареєстровано 5 нових випадків хвороби, всі на острові Сан-Мігель, 2 чоловіків віком 37 та 49 років, які нещодавно виїздили за межі островів, та 3 жінки віком від 24 до 59 років, одна з яких також повернулася з-за меж островів, а інші тісно контактували з особами, які також виїздили з островів.
31 березня повідомлено про ще один випадок хвороби на острові Піку, який нещодавно повернувся з-за меж регіону. Уряд Азорських островів продовжив стан надзвичайної ситуації в регіоні до 30 квітня, враховуючи негативні наслідки епідемії для суспільства.

### Квітень 2020 року
1 квітня підтверджено 9 нових випадків хвороби, 7 випадків на Сан-Мігелі (4 чоловіків, віком від 27 до 64 років, і 3 жінки, віком 18, 27 і 56 років, усі інфіковані внаслідок тісних контактів) і 2 на Грасіозі (один чоловік і одна жінка, віком 76 і 80 років, які нещодавно повернулися з-за меж островів).
2 квітня зареєстровано ще 6 випадків хвороби, всього на островах 63 випадки. Три нових випадки зафіксовано на Сан-Мігелі (всі жінки віком 23, 45 і 48 років), 2 на Терсейрі (жінка і чоловік віком 50 і 25 років відповідно) і один на Грасіозі (також жінка у віці 58 років). Усі мали контакт із раніше інфікованими особами.
Асамблея Республіки в Лісабоні затвердила президентський указ, який встановив продовження надзвичайного стану по всій території країни ще на 15 днів. Цього дня карантинні кордони також були встановлені в усіх муніципалітетах на острові Сан-Мігель, перед поширенням цього заходу на решту території країни, яке запроваджувалось з 9 квітня.
3 квітня виявлено 3 нових випадки порівняно з минулою добою. Вони були зареєстровані в двох жінок 46 та 80 років, які контактували з інфікованими, та у 56-річного чоловіка, який приїхав з-за меж островів.
4 квітня органи охорони здоров'я підтвердили перше одужання на Азорських островах.
5 квітня, після дня, коли випадків хвороби не було зареєстровано, на території Азорських островів підтверджено нове зараження в 35-річної жінки з острова Сан-Мігель, яка була в контакті з підтвердженим випадком хвороби.
7 квітня, після дня без нових випадків влада виявила ще чотири нових випадки, 2 з Сан-Мігеля та один з Піку, жінки віком 48, 77 та 91 рік, загальну кількість випадків зросла до 71.
8 квітня на Азорських островах був зареєстрований ще один випадок хвороби у 21-річної дівчини з острова Грасіоза. Було зафіксовано першу смерть хворого віком близько 90 років із хронічними захворюваннями, а також було підтверджено ще 2 одужання.
9 квітня порівняно з попереднім днем зареєстровано 12 нових випадків хвороби (7 медичних працівників і 5 жителів будинку догляду в місті Нордеште на острові Сан-Мігель), загалом було зареєстровано 84 випадки хвороби на островах. Органи охорони здоров'я на той час заперечували існування активної передачі інфекції серед населення, заявляючи, що все ще можливо встановити зв'язки між випадками та відновити ланцюги передачі. Була також друга смерть в автономному регіоні, один літній чоловік помер удома.
10 квітня зареєстровано третю смерть на Азорських островах. Ще один випадок також підтверджено на Сан-Мігелі в особи, яка мала тісний контакт із інфікованою людиною з будинку пристарілих Нордеште.
11 квітня було підтверджено четверте одужання на островах, і нових випадків хвороби не підтверджено.
12 квітня після доби без нових випадків хвороби зареєстровано ще 9 випадків зараження. Діагностовані випадки на острові Сан-Мігель, зокрема у 6 жінок віком від 22 до 64 років і у 3 чоловіків віком від 26 до 54 років. Також зареєстровано одну нову смерть.
13 квітня було зареєстровано ще 6 випадків зараження новим коронавірусом, кількість інфікованих на Азорських островах перейшла межу в 100. Усі нові хворі були на острові Сан-Мігель, серед них 3 жінок віком від 28 до 59 років, і 3 чоловіків віком від 28 до 66 років.
14 квітня було підтверджено ще одне зараження в муніципалітеті Нордеште, у 88-річної жінки з Лар-да-Санта-Каса-да-Мізерікордіа-ду-Нордеште. Зареєстровано також 2 нових одужання, загалом на Азорських островах було зареєстровано 10 випадків одужання від COVID-19.
15 квітня на островах було зареєстровано п'яту смерть — жителя будинку пристарілих у Нордеште, в якого позитивний результа тестування підтверджено після смерті.
16 квітня на Азорських островах було зареєстровано ще 3 випадки хвороби (усі з Сан-Мігеля, двоє з них з будинку пристарілих в Нордеште, а інший — у медичного працівника з лікарні Понта-Делгада), внаслідок чого кількість випадків зросла до 105. Також було зареєстровано ще 3 одужання.
17 квітня регіональна влада підтвердила ще одне нове зараження на острові Сан-Мігель у 56-річного чоловіка.
18 квітня було підтверджено 22 нових випадки хвороби, 21 з них на Сан-Мігелі та ще один на Грасіозі. Випадки, діагностовані на Сан-Мігелі, зареєстровані в 16 жінок віком від 25 до 99 років, і 5 чоловіків віком від 42 до 93 років, пов'язаних із Лар-ду-Нордеште. Було зареєстровано ще одне одужання, а також смерть жителя будинку пристарілих віком 88 років.
20 квітня, після дня без зареєстрованих нових випадків, на Азорських островах зареєстрували ще 3 випадки хвороби. Усі випадки були виявлені на острові Сан-Мігель, зокрема у двох жінок віком 56 і 84 років і чоловіка віком 49 років. Також була зареєстрована ще одна смерть 86-річного жителя будинку пристарілих в Лар-ду-Нордеште.
22 квітня, після дня без нових випадків інфікування, на Сан-Мігелі було зареєстровано 7 нових випадків хвороби, усі жінки віком від одного до 93 років. 5 із цих випадків пов'язані з будинком пристарілих в Нордеште. Також зареєстровані ще одна смерть і 4 одужання.
23 квітня було зареєстрован ще одну смерть і одне одужання, внаслідок чого кількість смертей і одужань склала 9 і 20 відповідно.
24 квітня регіональні органи охорони здоров'я підтвердили цього дня ще 5 випадків одужання на території островів. Влада також почала готуватися до скасування деяких заходів стримування, та проведення імунологічних тестів населення.
25 квітня нових випадків хвороби знову не зареєстровано, на Азорських островах підтверджено ще два видужання: жінка з Прая-да-Віторія та чоловік з Понта-Делгада, віком 50 і 64 років відповідно.
26 квітня було зареєстровано ще 7 випадків одужання та одну смерть 99-річної жінки з будинку пристарілих в Нордеште.
28 квітня було підтверджено ще 3 одужання та одну смерть 78-річної жінки з Лар-ду-Нордеште.
29 квітня органи охорони здоров'я підтвердили ще 3 одужання жителів Сан-Мігеля та 2 смерті 86-річної жінки з Лар-ду-Нордеште і 56-річного чоловіка, який перебував на паліативному лікуванні.
30 квітня зареєстровано ще 5 одужань, зокрема жителі островів Сан-Мігель і Піку. Регіональний уряд цього дня вирішував запровадження заходів щодо пом'якшення обмежень у регіоні, включаючи кінцеві терміни відновлення роботи шкіл, послуг, і заходів щодо використання засобів індивідуального захисту, зокрема масок, у різних ситуаціях, а також оголошення стану стихійного лиха після припинення 2 травня режиму надзвичайного стану, щоб продовжити встановлення санітарних кордонів на Сан-Мігелі.

### Травень 2020 року
1 травня, після короткого періоду в 8 днів без нових інфікувань, підтверджено ще 4 випадки зараження новим коронавірусом, у 3 жінок віком від 85 до 97 років, і чоловіка 92 роки, усі з Лар-ду-Нордеште. Також на островах підтверджено ще 3 одужання та одну смерть у хворого 93 років.
2 травня було підтверджено ще один випадок COVID-19 у 87-річної жінки з Лар-ду-Нордеште, а також одужання у 57-річної жінки з Грасіози.
3 травня не було зареєстровано нових випадків хвороби, одужали 4 жінки віком від 28 до 58 років, усі з Сан-Мігеля, внаслідок чого загальна кількість одужань досягла 53.
5 травня було підтверджено ще один випадок хвороби у 23-річного чоловіка, пов'язаного з будинком пристарілих Лар-де-Санта-Каза-да-Мізерікордія-ду-Нордеште. Також було підтверджено ще 11 випадків одужання, 6 жінок і 5 чоловіків, на островах Сан-Мігель і Грасіоза у віці від 49 до 92 років. Згаданий будинок, де зареєстровано велику кількість інфікованих, закрили. Жителів, інфікованих COVID-19, перевели з центру охорони здоров'я Нордеште до лікарні Дівіно Еспіріту-Санту, а решту перевели до центру охорони здоров'я Нордеште.
6 травня на островах підтверджено ще одну смерть — 82-річної жінки із зачиненого напередодні будинку пристарілих.
7 травня повідомлено про ще 7 одужань (6 жінок і одного чоловіка віком від 24 до 48 років, жителів островів Сан-Мігель, Піку і Фаял), внаслідок чого кількість одужань досягла 71, і цього дня ця кількість перевищила кількість активних випадків.
8 травня зареєстровано ще 4 одужання у 2 жінок віком 45 і 67 років з островів Сан-Жорхе і Фаял, і 2 чоловіків віком 60 і 40 років з островів Сан-Мігель і Терсейра.
10 травня повідомлено про ще один випадок зараження новим коронавірусом у 35-річного чоловіка, який раніше виїжджав за межі автономного регіону. Також було підтверджено ще 5 одужань, в 4 жінок віком від 35 до 91 року та 93-річного чоловіка, які проживають на островах Сан-Мігель і Терсейра.
11 травня нових випадків інфікування не було зареєстровано. Однак була зареєстрована одна смерть — 92-річний чоловік з Лар-ду-Нордеште, і ще 6 одужань — усі жінки віком від 51 до 91 року, двоє з них з будинку пристарілих.
12 травня було підтверджено ще 2 одужання, обидва на Сан-Мігелі, в жінок віком 45 і 92 років, остання прибула з Лар-ду-Нордеште.
14 травня повідомлено, що ще 4 особи одужали, усі на Сан-Мігелі, серед них 3 жінки віком від 18 до 62 років (одна з них працівниця будинку пристарілих Лар-ду-Нордеште) і 66-річний чоловік. Регіональний уряд оголосив, що створить режим підтримки для тимчасового припинення рибальства, сектору, який особливо постраждав від пандемії в регіоні.
15 травня було підтверджено ще 9 одужань, нових випадків не зареєстровано. Одужали 8 жінок віком від 27 до 91 років і чоловік віком 42 роки, усі вони проживали на острові Сан-Мігель. Місцева влада назвала терміни поетапного відновлення роботи деяких служб соціального реагування:
- 18 травня: умовне відвідування будинків пристарілих на островах Санта-Марія, Флореш і Корву.
- 25 травня: денні центри, послуги няні, дитячі садки, центри професійної діяльності, денні центри, нічні центри, а також відновлення відвідування будинків пристарілих на островах Піку, Фаял, Терсейра та Сан-Жорже.
- 1 червня: відновлення соціальних реакцій, про які було оголошено раніше, на островах Сан-Мігель і Грасіоза
- Кінець навчального року: відновлення центрів повного дозвілля для дітей віком від 6 до 12 років — це вікове обмеження не поширюється на дітей з обмеженими можливостями — на островах Піку, Фаял, Терсейра, Сан-Жорже, Сан-Мігель і Грасіоза

16 травня повідомили про одужання 75-річного хворого з Лар-ду-Нордеште.
17 травня було підтверджено ще два одужання 2 жінок віком 58 і 60 років, які проживали на островах Сан-Жорже і Грасіоза.
18 травня, після 7 днів без нових заражень, підтверджено ще один випадок COVID-19 у 40-річної жінки, виявлений за результатами скринінгу в шкільних закладах. Також повідомляється про одужання ще однієї хворої, 57-річної жінки, яка мешкала на острові Сан-Мігель. Цього дня закінчилися карантинні обмеження в муніципалітеті Нордеште, введені 30 квітня через ситуацію в будинку пристарілих Лар-да-Санта-Каса-да-Мізерікордіа-ду-Нордеште. Також цього дня знову відкрилися промислові та торговельні заклади на Граціозі, а також відновлено роботу середніх шкіл по всій країні для очного навчання предметів, які є в програмі 11-х і 12-х класів, а також музеї, публічні бібліотеки, сади, заповідники, природні пам'ятки, екологічні та інтерпретаційні центри та громадські місця для відвідування. Регіональний уряд оголосив про збільшення підтримки місцевих компаній, забезпечивши доступ до національних кредитних ліній на суму понад 150 мільйонів євро, причому тепер ці компанії мають доступ до них без обмежень.
19 травня було підтверджено ще 2 одужання у 2 чоловіків віком 38 і 43 років, які проживають на острові Фаял.
21 травня органи охорони здоров'я повідомили про ще 3 одужання, двох жінок віком 64 та 90 років (остання була жителькою будинку пристарілих Лар-ду-Нордеште) та чоловік віком 71 рік, які проживали на островах Піку та Сан-Мігель. Регіональний уряд оголосив, що комерційні, промислові та послуги на острові Сан-Мігель знову відкриються 22 травня, а послуги регіональної адміністрації відновлять обслуговування населення 25 травня.
22 травня регіональний уряд повідомив, що він працює над призначенням регіональної надбавки до премії за молочних корів у розмірі 45 євро, як спосіб посилення доходів виробників молока, що є ключовим сектором регіонального розвитку Азорських островів.
23 травня повідомлено про ще одне одужання 21-річної жінки з Грасіози, внаслідок чого кількість одужань зросла до 114, і залишило острів без активних випадків COVID-19.
24 травня було підтверджено ще 7 одужань у 37-річного чоловіка та 6 жінок віком від 1 до 97 років, усі вони проживали на острові Сан-Мігель. З одужань 3 зареєстровані в жителів будинку пристарілих Лар-ду-Нордеште віком від 95 до 97 років, таким чином серед жителів цього будинку не залишилося жодного активного випадку.
25 травня місцеві органи охорони здоров'я підтвердили ще одне одужання в 43-річної жінки, жителька острова Сан-Мігель. Уряд підтвердив, що повітряне та морське сполучення між островами архіпелагу буде поступово відновлено, починаючи з 29 травня. Було також підтверджено, що Національний інститут охорони здоров'я імені Рікардо Жорже розпочне серологічні тести населення з метою вивчення регіону, визначення ступеню інфікованості серед населення та моніторингу еволюції імунітету.
26 травня підтверджено ще 2 одужання: 37-річної жінки та 23-річного чоловіка, обидва працівники будинку пристарілих Лар-ду-Нордеште.
28 травня зареєстровано 4 одужання після коронавірусної хвороби — 3-річної дитини та 88-річної жінки, які проживали на острові Піку та острові Сан-Мігель відповідно, і 2 чоловіків віком 27 та 35 років, які обидва проживали на Сан-Мігелі. Обов'язковий карантин після прибуття в регіон більше не потрібен, якщо відвідувачі покажуть негативний тест або пройдуть тест після прибуття.

### Червень 2020 року
3 червня органи охорони здоров'я підтвердили ще одне одужання в Нордеште на Сан-Мігелі. Таким чином, більше немає активних випадків, пов'язаних із ланцюгом передачів будинку пристарілих Лар-ду-Нордеште.
5 червня підтверджено ще одне одужання 40-річної жінки, яка проживає на Сан-Мігелі, внаслідок чого кількість одужань досягла 130. Таким чином, на Азорських островах більше не залишилось активних випадків хвороби.
7 червня президент Португалії відвідав Азорські острови, де зустрівся з президентом регіонального уряду, та відзначив той факт, що в регіоні більше не було активних випадків хвороби.
10 червня в регіоні підтверджено ще один випадок хвороби після 23 днів без нових випадків, і після того, як в регіоні більше не було активних випадків. Хворим був 28-річний чоловік, який прибув на військовому літаку з материкової Португалії, та приземлився на острові Терсейра.
11 червня влада оголосила про відкликання підтвердженого випадку напередодні після переведення хворого на материк. Таким чином, загальна кількість зареєстрованих випадків хвороби становила 146 без активних випадків.